# 李淑賢

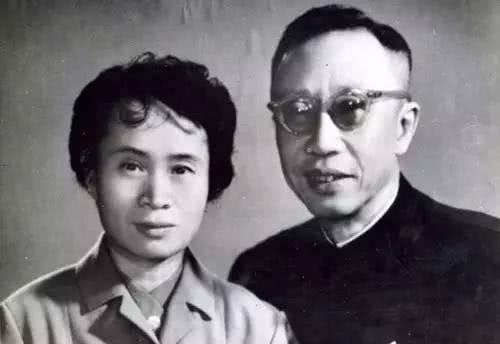
李淑賢與溥儀

李淑賢（1924年9月4日—1997年6月9日），清朝末代皇帝溥仪的第五任妻子，為最後一任。此時溥儀已經成為普通公民，所以她不享有皇后頭銜。但她卻被清室後人私諡為「孝睿愍皇后」。

## 生平
李淑賢是汉人，1954年畢業於北京惠英診所護理班，1955年6月任北京景山診所護士，1959年1月任北京朝陽區關廂聯合醫院（簡稱關廂醫院，今北京市朝陽區中醫醫院）外科護理員。李淑賢经媒人介绍認識溥仪，两人在1962年結婚。她之前曾有两次婚姻。在她第3任丈夫溥儀於1967年逝世後，李淑賢從公眾視野隱退。
1997年6月9日，因肺癌逝世，享壽72歲。